# 2020 în artă
← 2017 în artă — 2018 în artă — 2019 în artă ——  2020 în artă  —— 2021 în artă — 2022 în artă — 2023 în artă →
2020 în artă implică o serie de evenimente:

## Evenimente

### Evenimente artistice oriunde
- 20 ianuarie - Autoportretul lui Vincent van Gogh (ca bolnav), din august 1889, din colecția muzeului Național de Artă, Arhitectură și Design, din Oslo este verificată de experții de la Van Gogh Museum, din Amsterdam, ca fiind autentică.[1]

- Februarie - O pictură a unui bătrân, anterior respinsă ca un Rembrandt autentic, din colecția de rezervă a Muzeului Ashmolean, din Oxford, Anglia, este confirmată prin dendrocronologie ca fiind pictată pe un panou de lemn, care a fost în studioul lui Rembrandt.[2]
  - 10 februarie - Lucrarea Portretul unei tinere doamne (1632) de Rembrandt din colecția Muzeului de Artă din Allentown,  Pennsylvania, este anunțat ca autentic după ce a fost reevaluat după conservare.[3]
  - 11 februarie - Pictura The Splash (1966) a lui David Hockney se vinde pentru 23,1 milioane de lire sterline la licitație la Sotheby's în Londra.[4]
  - 13 februarie - O lucrare de artă a lui Banksy, pentru Ziua Îndrăgostiților, apare pe peretele lateral al unei case din Barton Hill, Bristol, Anglia.[5]

## Premii
- Archibald Prize —
- Hugo Boss Prize —

## Galerie (lucrări din 2020)
- Lucrări reprezentative